# Baszta Piekarska w Krakowie
Baszta Piekarska – niezachowana baszta w Krakowie, która położona była w ciągu murów miejskich, między Bramą Nową, do której bezpośrednio przylegała po stronie północnej i Basztą Kowali po stronie południowej. Znajdowała się w okolicach obecnego wylotu ulicy Siennej na Planty.
Baszta Piekarska, wedle ustaleń Ambrożego Grabowskiego i akwarel Jerzego Głogowskiego, była czworoboczną basztą zwieńczoną dachem w kształcie ostrosłupa czworobocznego. Powstała najprawdopodobniej w XV wieku, gdy potrzebna była wieża osłaniająca i broniąca Bramę Nową. W baszcie znajdowało się 6 otworów strzelniczych. Zburzono ją wraz z większością murów miejskich Krakowa na początku XIX wieku.
Podobnie jak sąsiednią Bramą Nową, basztą opiekował się cech rzeźników, a od XVI wieku – piekarzy.